# 出版梓会
一般社団法人出版梓会（しゅっぱんあずさかい）は、専門図書出版社の業界団体。日本書籍出版協会、日本雑誌協会よりも歴史が長いことで知られる。1949年に創刊された旬刊タブロイド読書紙「出版ダイジェスト」は、2005年4月21日号で2000号を記録。1976年創刊の「これから出る本」（日本書籍出版協会）より四半世紀も早く出されている。専門図書出版社が108社（2024年11月時点）加盟している。2024年1月、下中美都（平凡社）が理事長に就任。

## 歩み
1948年7月、有斐閣の江草四郎を幹事長に出版社42社で設立。当初の名称は「出版団体 梓会」。
1949年、タブロイド読書紙「出版ダイジェスト」を創刊。
1950年、綜合図書目録事業をスタート。同年、東京・名古屋の各駅構内に本の展示を兼ねた、市民向けの貸し出しライブラリー「東京駅文庫」、「名古屋駅文庫」を開設。
1957年、日本書籍出版協会が発足。競合を危惧した会員社から存続について議論がおこる。
1984年7月、文部省の認可により、社団法人化。
1985年、梓会出版文化賞を創設。
2000年9月から「出版ダイジェスト」総合版をDTP化し、文字データを蓄積し、データベース化を推進。
2001年9月14日、加盟社発行の書籍等が検索できるウェブサイト『出版ダイジェスト.ｎｅｔ』開設。
2008年12月11日、東京都内で創立60周年記念の祝賀会開催。
2011年、タブロイド読書紙「出版ダイジェスト」を2011年10月21日号（通巻2238号）で休刊。
2012年11月1日、一般社団法人に改組。
2018年7月27日、創立70周年記念感謝の会を開催。

## 梓会出版文化賞
梓会出版文化賞は、出版梓会が1984年の公益法人化を機に創設した、日本で唯一の出版社を対象とする賞である。原則として年間5点以上、10年間以上継続して刊行している主として中小の出版社が対象であり、刊行図書の自薦に基づき、優れた書籍出版、出版文化への貢献の見地から年に1回選考される。

### 受賞出版社
※ 年数はすべて年度である
|                  | 出版文化賞                 | 出版文化賞特別賞       | 出版梓会新聞社学芸文化賞          |
| ---------------- | -------------------------- | ---------------------- | --------------------------------- |
| 第1回（1985年）  | 弘文堂                     | 理論社                 |                                   |
| 第2回（1986年）  | 海鳴社                     | 井村文化事業社         |                                   |
| 第3回（1987年）  | 農山漁村文化協会           | 創文社                 |                                   |
| 第4回（1988年）  | 筑摩書房                   | 六興出版               |                                   |
| 第5回（1989年）  | ミネルヴァ書房             | 該当なし               |                                   |
| 第6回（1990年）  | 晶文社                     | 葦書房、径書房         |                                   |
| 第7回（1991年）  | 雄山閣出版                 | 草思社                 |                                   |
| 第8回（1992年）  | 吉川弘文館                 | 偕成社                 |                                   |
| 第9回（1993年）  | 法政大学出版局             | 築地書館               |                                   |
| 第10回（1994年） | 木鐸社                     | どうぶつ社             |                                   |
| 第11回（1995年） | 青木書店                   | 学陽書房               |                                   |
| 第12回（1996年） | ドメス出版                 | 白水社                 |                                   |
| 第13回（1997年） | 日本図書センター           | みすず書房             |                                   |
| 第14回（1998年） | 作品社                     | 名古屋大学出版会       |                                   |
| 第15回（1999年） | 柏書房                     | 中山書店               |                                   |
| 第16回（2000年） | 明石書店                   | 法藏館                 |                                   |
| 第17回（2001年） | 東海大学出版会             | 思潮社、平凡社         |                                   |
| 第18回（2002年） | 緑風出版                   | かもがわ出版、東京美術 |                                   |
| 第19回（2003年） | 人文書院                   | 金の星社               |                                   |
| 第20回（2004年） | 新曜社                     | 凱風社、影書房         | 現代書館、東京堂出版              |
| 第21回（2005年） | 御茶の水書房               | ナカニシヤ出版、保育社 | 現代思潮新社                      |
| 第22回（2006年） | 北海道出版企画センター     | 医学書院、編集工房ノア | 八木書店出版部                    |
| 第23回（2007年） | 二玄社                     | 地人書館、教文館       | リトル・モア                      |
| 第24回（2008年） | 小峰書店                   | コモンズ、桂書房       | 弘文堂                            |
| 第25回（2009年） | 合同出版                   | 七つ森書館、筑波書房   | こぐま社                          |
| 第26回（2010年） | 紀伊国屋書店出版部         | せりか書房、西村書店   | 皓星社                            |
| 第27回（2011年） | 創元社                     | 亜紀書房、化学同人     | 荒蝦夷                            |
| 第28回（2012年） | 吉川弘文館                 | 弦書房、社会批評社     | 新曜社                            |
| 第29回（2013年） | 童心社                     | 赤々舎、深夜叢書社     | 幻戯書房                          |
| 第30回（2014年） | あけび書房                 | 高文研、原書房         | ミシマ社 大阪大学出版会（特別賞） |
| 第31回（2015年） | 花伝社                     | 群像社、青弓社         | 勉誠出版                          |
| 第32回（2016年） | 大月書店                   | 太郎次郎社エディタス   | 国書刊行会（特別賞）              |
| 第33回（2017年） | 石風社                     | 無明舎出版             | 左右社                            |
| 第34回（2018年） | 作品社                     | ひつじ書房             | 亜紀書房 ボーダーインク（特別賞） |
| 第35回（2019年） | ジャパンマシニスト社       | 西日本出版社           | 柏書房、有斐閣                    |
| 第36回（2020年） | 一般財団法人東京大学出版会 | 株式会社ゲンロン       | 京都大学学術出版会 晶文社         |
| 第37回（2021年） | 筑摩書房                   | 現代書館 文一総合出版  | 共和国                            |
| 第38回（2022年） | 書肆侃侃房                 | タバブックス           | 千倉書房 ブロンズ新社             |
| 第39回（2023年） | 子どもの未来社             | Book&Design            | 彩流社 ポプラ社（特別賞）         |
| 第40回（2024年） | 亜璃西社                   | 東京化学同人           | 寿郎社 芙蓉書房出版（特別賞）     |

（注）第20回より「出版梓会新聞社学芸文化賞」を同時表彰する。また「第20回記念梓会出版文化賞特別賞」として、京都大学学術出版会、工作舎および青土社を表彰した。
（注）第30回では「第30回記念梓会出版文化賞特別賞」として、みずのわ出版を表彰した。